# Бабай

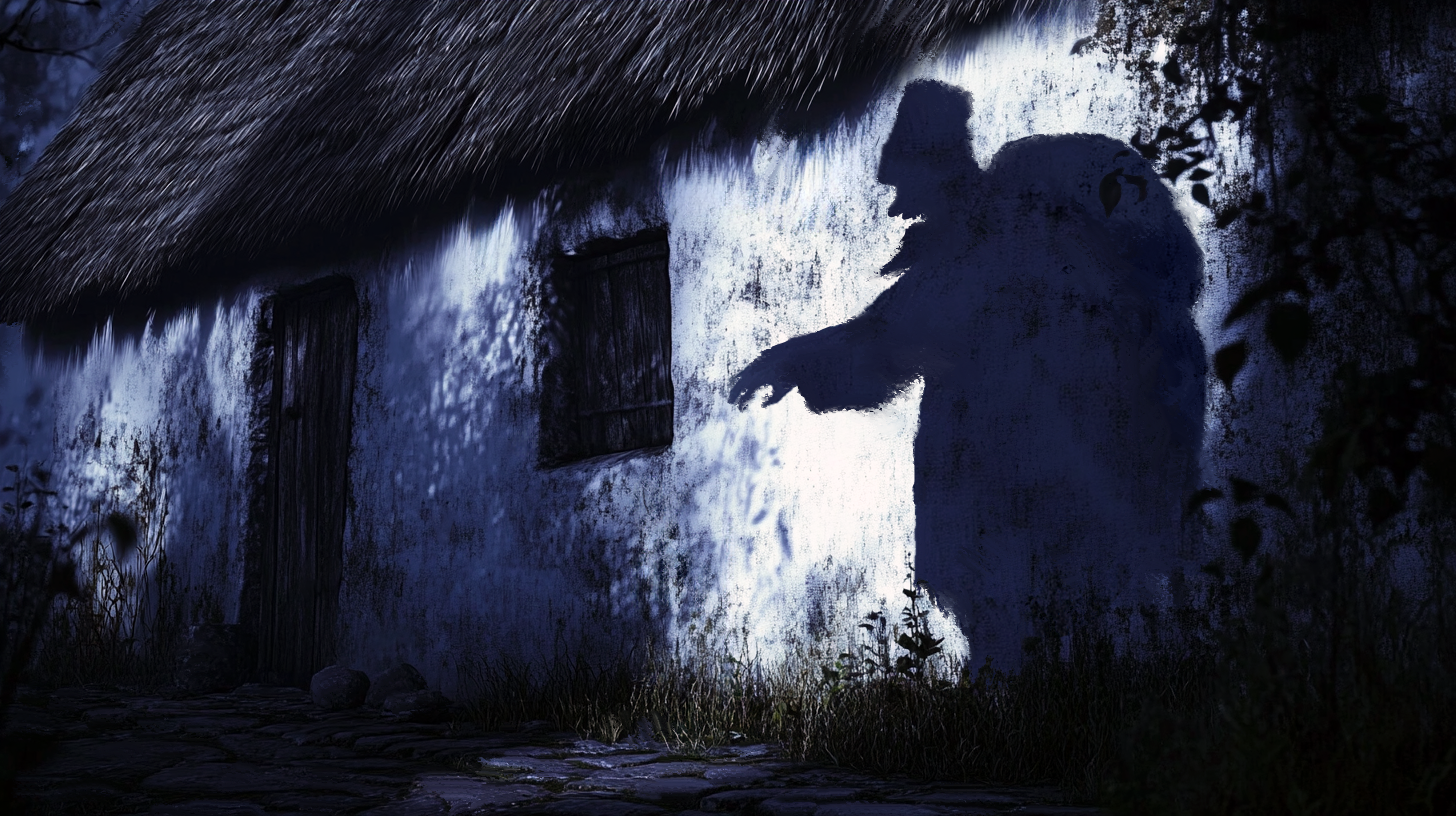
Тінь Бабая

Баба́й (Баба́йка) — фольклорний персонаж у слов'янських народів, нічний дух, що викрадає дітей, які не засинають вчасно. Батьки згадують його, щоб лякати неслухняних дітей.

## Етимологія
Слово «бабай» походить від «ба́ба», що зі скіфської перекладається як «предок», «дід». У цього персонажа є й жіночий відповідник — Бабайка. Можливо, але малоймовірно, що походить від тюркського «баба́», де означає «шанобливий чоловік», «дідусь». Ймовірніше запозичення тюрками від більш розвинених культур іраномовних народів, від яких були тривалий час залежні тюрки.

У словнику Даля дається таке визначення:

Баба́ или бабай (муж.) — тюркское новорос. оренб. дед, дедушка, старик; иногда в значении детского пугала. Детей пугают и бабайкою, старухою, и тут сходятся производства от бабы и от бабая.

Припускається, що слово «бабай» є міфологізованим експресивним етнонімом:

Деякі експресивні етноніми міфологізуються у фольклорі, стають вторинним чином нечистої сили: наприклад, в Середній Азії російські батьки лякають своїх дітей бабаєм, бабайкою, щоб ті скоріше заснули.

## Образ Бабая

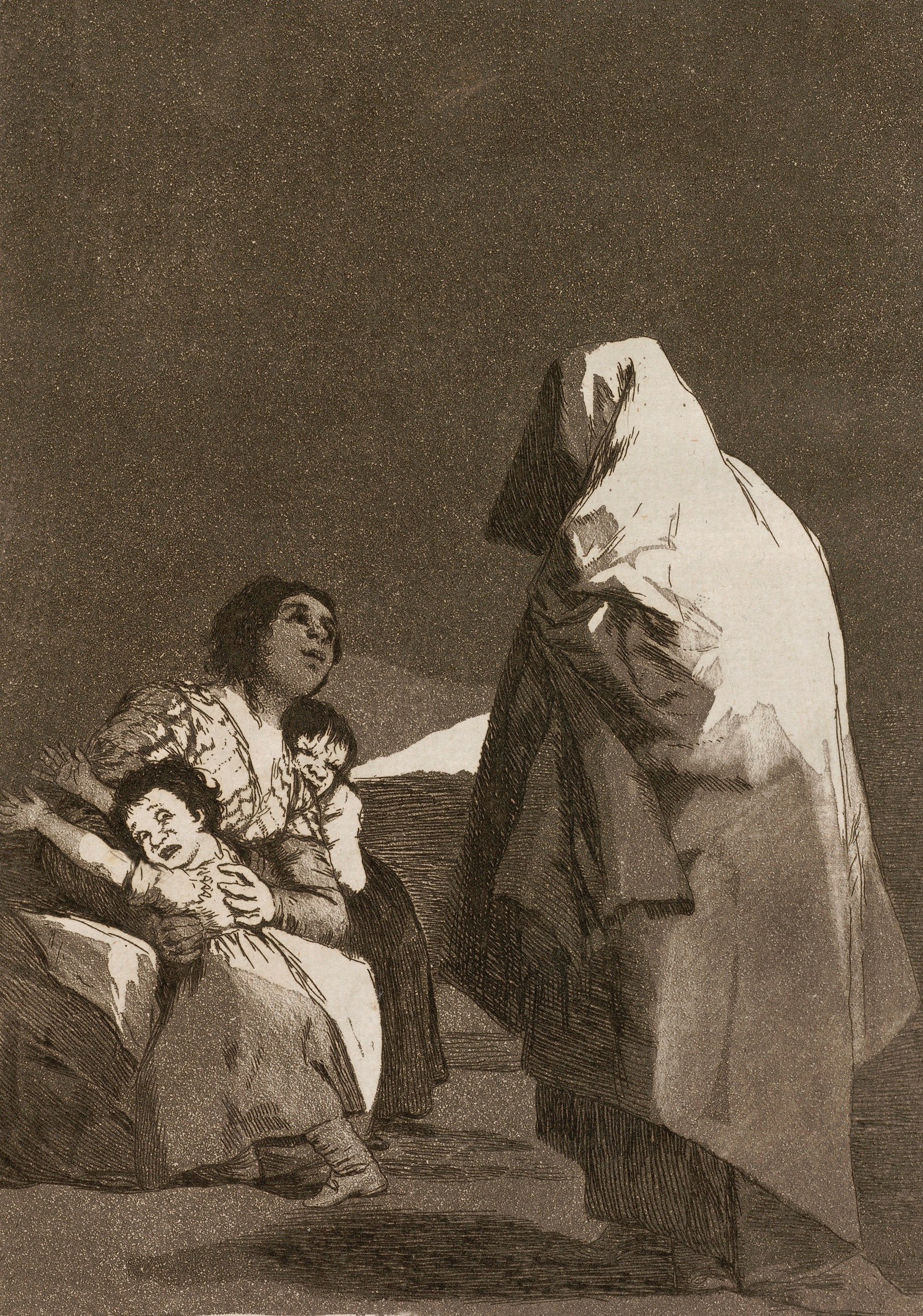
«Прихід Бабая» (Aquí viene el Coco) малюнок Гойя, 1797 рік

Бабай або Дід Бабай описується як старий дід з розідраною торбою. Іноді Бабай не описується взагалі; в цьому випадку діти уявляють його самі. Він ховається біля хат і заглядає у вікна, шукаючи неслухняних дітей. Коли знаходить, починає шкрябатися в шибки, стукати в двері, попереджаючи про свою присутність. Передбачається, що далі Бабай забере дитину в торбі, хоча ні забирання, ні його наслідки як правило не описуються.
Спорідений персонаж — Дика Баба, що начебто чекає на неслухнаних дітей на вулиці та б'є їх залізним макогоном.

## Бабай в мистецтві

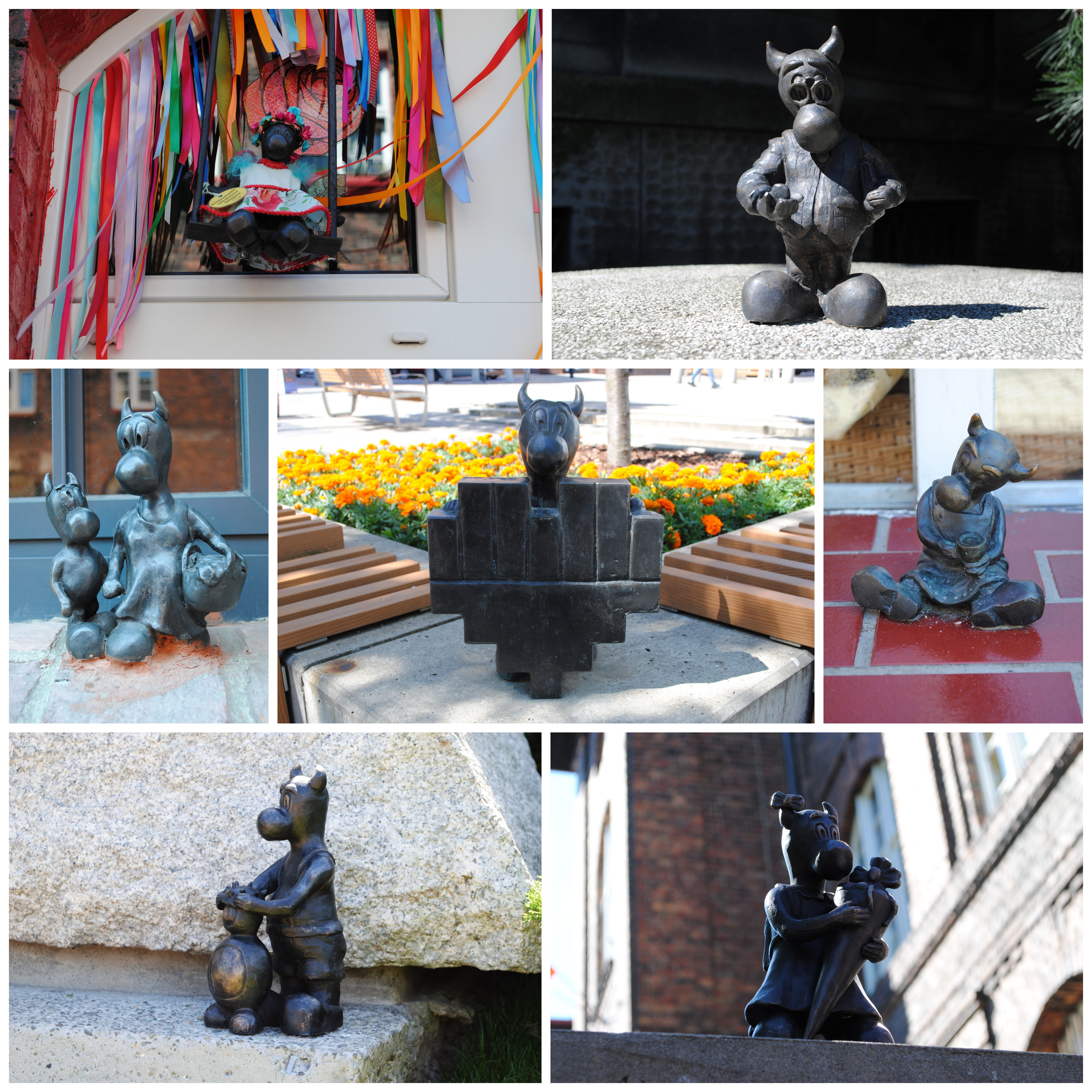
Скульптури бобоків у Катовіце, Польща

### Бабай в музиці і поезії
- Відеокліп [Архівовано 30 січня 2009 у Wayback Machine.] і пісня «Бабай при́йде, бабай забере́» (1997) — пародія на пісню «Весна» гурту Воплі Відоплясова;
- Пісня «Бабай». Музика і слова Георгія Васільєва (1982);
- «Ёкарный Бабай» — російський народний вираз і бардівська народна пісня [Архівовано 22 жовтня 2008 у Wayback Machine.] (1993);
- Гурт СП Бабай [Архівовано 10 січня 2008 у Wayback Machine.] (Санкт-Петербург);
- Альбом «Уходи, Бабай!» (2000) барда Олега Рубанського [Архівовано 17 вересня 2010 у Wayback Machine.];
- Бабай згадується в пісні ВІА Пісняри «Марися» (1983) на вірші Янки Купали;

### Бабай в кіно
- «Бабай» — фільм Альберта Шакірова (Казань, 2007)
- «Бабай» — український анімаційний фільм-фентезі («Укранімафільм», 2014).
- Жах перед Різдвом

### Бабай в географічних назвах
- Бабаї — селище в Харківській області;
- Бабайківка — село в Дніпропетровській області;
- Бабайкове — село в Полтавській області;
- Бабайківська волость у складі Катеринославській губернії Російській імперії.

### Бабай в мистецтві
- Бабай — українська горор-спільнота.